# Supercopa de Italia 1993
La Supercopa de Italia 1993 fue la 6.ª edición de la Supercopa de Italia, que enfrentó al ganador de la Serie A 1992-93 el A.C. Milan contra el campeón de la Copa Italia 1992-93, el Torino. El partido se disputó el 21 de agosto de 1993 en el Estadio Conmemorativo Robert F. Kennedy en Washington D. C., en los Estados Unidos.
El Milan ganó el partido, con resultado de 1-0.

## Equipos participantes
| A.C. Milan |  |  |  | Campeón de la Serie A 1992-93     |
| Torino     |  |  |  | Campeón de la Copa Italia 1992-93 |

## Ficha del Partido
| 1          | POR        | Sebastiano Rossi      |     |
| 2          | DEF        | Mauro Tassotti        |     |
| 6          | DEF        | Franco Baresi         |     |
| 5          | DEF        | Alessandro Costacurta |     |
| 3          | DEF        | Paolo Maldini         |     |
| 7          | MED        | Stefano Eranio        |     |
| 4          | MED        | Demetrio Albertini    |     |
| 8          | MED        | Zvonimir Boban        |     |
| 10         | MED        | Dejan Savićević       | 60' |
| 11         | DEL        | Marco Simone          | 44' |
| 9          | DEL        | Daniele Massaro       |     |
| Entrenador | Entrenador | Fabio Capello         |     |

| 1          | POR        | Giovanni Galli     |     |
| 2          | DEF        | Sandro Cois        | 72' |
| 3          | DEF        | Robert Jarni       |     |
| 5          | DEF        | Angelo Gregucci    |     |
| 7          | DEF        | Roberto Mussi      |     |
| 4          | MED        | Daniele Fortunato  |     |
| 7          | MED        | Luca Fusi          |     |
| 8          | MED        | Marco Osio         | 44' |
| 11         | MED        | Giorgio Venturin   |     |
| 9          | DEL        | Andrea Silenzi     |     |
| 10         | DEL        | Enzo Francescoli   |     |
| Entrenador | Entrenador | Emiliano Mondonico |     |

| 16 | DEL | Florin Răducioiu | 44' |
| 15 | MED | Roberto Donadoni | 60' |

| 16 | DEL | Carlos Alberto Aguilera | 44' |
| 15 | MED | Gianluca Sordo          | 72' |

| Anotado | 4' | Marco Simone | 1–0 |

| Amonestado |  | Stefano Eranio |
| Amonestado |  | Zvonimir Boban |

| Amonestado |  | Angelo Gregucci |

| Árbitro             | Helder Dias |
| Árbitros asistentes |             |
|                     |             |
| Cuarto Árbitro      |             |

| 1          | POR        | Sebastiano Rossi      |     |
| 2          | DEF        | Mauro Tassotti        |     |
| 6          | DEF        | Franco Baresi         |     |
| 5          | DEF        | Alessandro Costacurta |     |
| 3          | DEF        | Paolo Maldini         |     |
| 7          | MED        | Stefano Eranio        |     |
| 4          | MED        | Demetrio Albertini    |     |
| 8          | MED        | Zvonimir Boban        |     |
| 10         | MED        | Dejan Savićević       | 60' |
| 11         | DEL        | Marco Simone          | 44' |
| 9          | DEL        | Daniele Massaro       |     |
| Entrenador | Entrenador | Fabio Capello         |     |

| 1          | POR        | Giovanni Galli     |     |
| 2          | DEF        | Sandro Cois        | 72' |
| 3          | DEF        | Robert Jarni       |     |
| 5          | DEF        | Angelo Gregucci    |     |
| 7          | DEF        | Roberto Mussi      |     |
| 4          | MED        | Daniele Fortunato  |     |
| 7          | MED        | Luca Fusi          |     |
| 8          | MED        | Marco Osio         | 44' |
| 11         | MED        | Giorgio Venturin   |     |
| 9          | DEL        | Andrea Silenzi     |     |
| 10         | DEL        | Enzo Francescoli   |     |
| Entrenador | Entrenador | Emiliano Mondonico |     |

| 16 | DEL | Florin Răducioiu | 44' |
| 15 | MED | Roberto Donadoni | 60' |

| 16 | DEL | Carlos Alberto Aguilera | 44' |
| 15 | MED | Gianluca Sordo          | 72' |

| Anotado | 4' | Marco Simone | 1–0 |

| Amonestado |  | Stefano Eranio |
| Amonestado |  | Zvonimir Boban |

| Amonestado |  | Angelo Gregucci |

| Árbitro             | Helder Dias |
| Árbitros asistentes |             |
|                     |             |
| Cuarto Árbitro      |             |

| Supercopa de Italia     |
|                         |
| Campeón Milan 3º título |